# Weissia obtusata
Weissia obtusata är en bladmossart som beskrevs av C. Müller 1900. Weissia obtusata ingår i släktet krusmossor, och familjen Pottiaceae. Inga underarter finns listade i Catalogue of Life.